# 送電塔
送電塔（そうでんとう、英:Transmission tower、power tower、electricity pylon）とは、架空電線路を支えるための高い構造物で、一般的に鋼鉄で造られたトラス構造の塔である。発電した電気を消費者に供給するためには不可欠な施設である。
高電圧の交流および直流システムでも送電塔は使われており、さまざまな形状とサイズがある。一般的に高さは15 - 55 mで、世界一高いものは舟山市にある舟山島送電線の鉄塔が高さ380 m、径間長2700 mになる塔である。鋼鉄だけでなく、コンクリートや木材など別の材質が使用されることもある。
送電塔には4つの主要な分類として、懸垂鉄塔、引留鉄塔、耐張鉄塔、捻架鉄塔がある（前者3つは鉄塔#設置形態による分類を参照）。これらの基本機能を組み合わせた送電塔もある。送電塔と架空電線路は、しばしば美観を損なうものと見なされる。視覚効果を減らす方法としては、地下埋設（電線地中化）がある。
一般に絶縁させるための碍子を複数連ねて、その先端部で電線を支える構造である。送電塔の間隔は比較的長いため、電線はたるんで曲線状になる。

## 高電圧交流送電塔

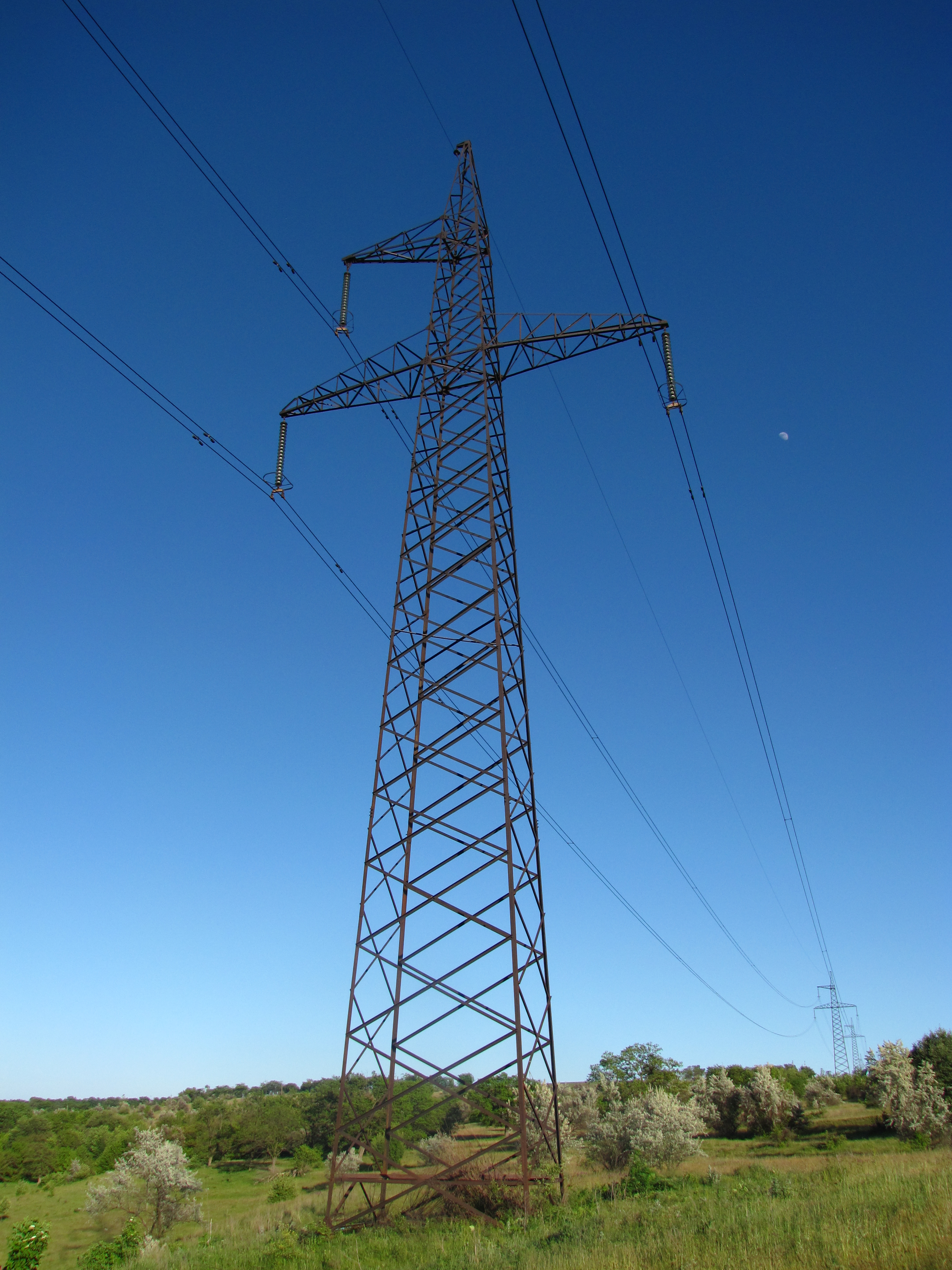
単一回線の三相電線路

三相交流システムは、高電圧（66または69 kV以上）および超高電圧（110または115 kV以上、現行システムでは大半が138または230 kV以上）の交流電線路で使用される。 塔は導体を3本（または3の倍数）支えるよう設計する必要がある。 塔は一般的に鋼鉄のトラス（カナダ、ドイツ、スカンジナビアでは木を用いた構造が使われる場合もある）で、絶縁体のがいしはガラスか磁器製の円板、もしくはシリコーンゴムかEPDMゴム材料を紐状または長い棒状に組み合わせた複合絶縁体のいずれかで、その長さは線間電圧および環境条件によってまちまちである。
一般的に「架空地線」とも呼ばれる1本か2本の接地線は、落雷で生じる雷電流を安全に地面に逃がすため一番上に配置される。

高電圧および超高電圧用の塔は、一般に電気回線を2つ以上運ぶように設計されている。幾つかの回線を運ぶために設計された塔を使用して送電ラインを構築する場合、建設時に全ての回線を実装する必要はない。 実際、経済的な理由から、いくつかの電線路は3つ（又は4つ）の回線用に設計されていても、最初に実装されるのは2つ（又は3つ）の回線だけである。
高電圧回線の一部は、しばしば110 kV線と同じ塔に設置される。 同じ塔に380 kV、220 kV、110 kV線の回線が並列するのは通例のことである。 時々、特に110 kV回線では、並列回線が電気鉄道用の電力線となっている。

## 高電圧直流送電塔

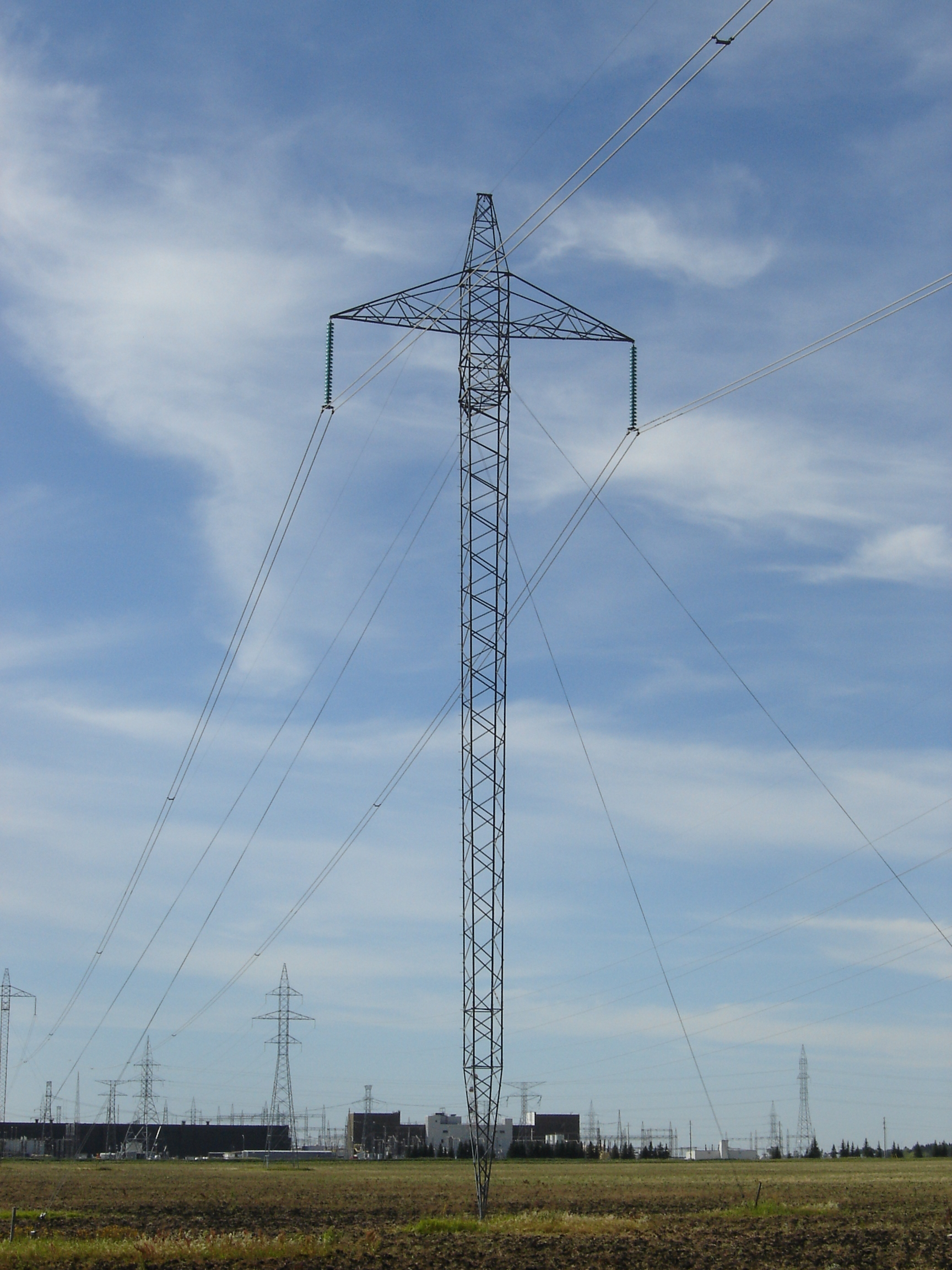
HVDC用の塔。カナダマニトバ州のドーシー変換所に隣接するネルソン川バイポール(:en:Nelson River Bipole)の終端近くにある。2005年8月

高電圧直流 (HVDC)伝線路は、1条または2条システムのいずれかである。2条システムでは塔の各側面に1条の導体を有する導体配置が使用される。一部の方式では、接地線が電極線や大地帰路として使用される。この場合は、塔の電気化学的腐食を防ぐため、塔の上にサージ避雷器を備えた絶縁体を設置しておく必要がある。1条大地帰路のHVDC送電については、導体が1条だけの塔を使うことができる。しかし多くの場合、塔は後に2条システムへ変換できるように設計されている。このような場合、機械的な理由によりしばしば塔の両側に導体が実装される。2条システムが必要になるまで、それは接地線（帰線となる）として使用されるか使用中の極と並列でひとまとめにされる。後者の場合、変換所から大地（接地）極への線が地下ケーブルとして構築され、別の正規な架空線もしくは接地導体として使用される。
一部のHVDC方式では、電力線を変換所から接地極まで運ぶために電極線塔が使用されている。 それらは10ないし30 kVの電圧線用に使用される構造と似ているが、通例だと1条か2条だけの導体を支える。

## 電気鉄道用送電塔

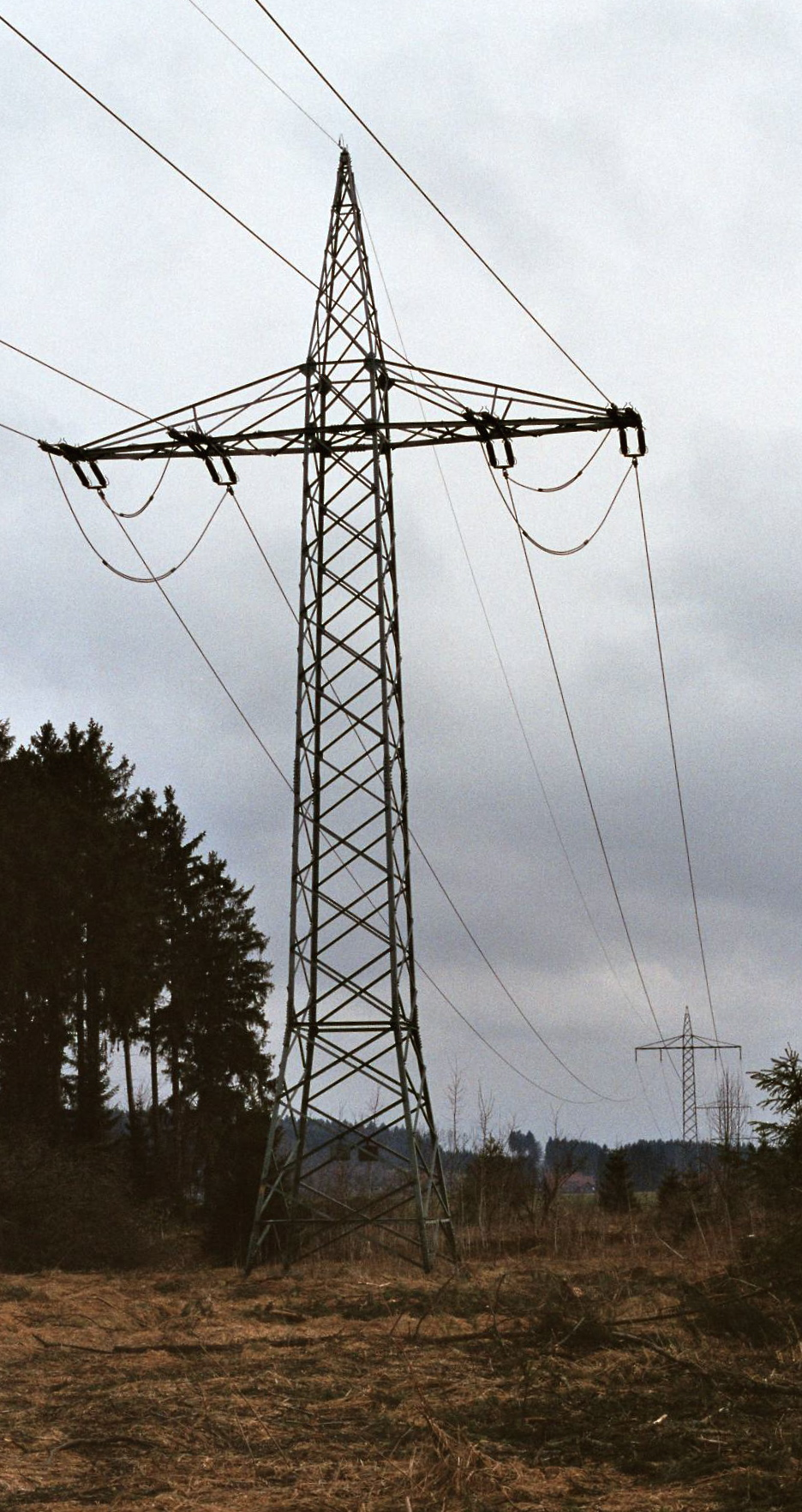
単相交流式(110 kV, 16.67 Hz)牽引用送電線の位相転置を伴う耐張鉄塔。ドイツ、バルトロメ近郊

単相交流の電気鉄道用電力線に使用される塔は、構造的に110 kVの3相線に使用される塔と似ている。鋼管やコンクリート柱もこれらの電線路のためによく使用される。 ただし、鉄道の電流システムは（商用電源よりも低周波数に変換した）単相交流であるため、送電線は2本の導体用（または2の倍数、通常は4、8、12）に設計されている。これらは通常1つの水平面に配列され、それによって各回線は腕金（鉄塔から横に突き出たアーム）の半分を占める。牽引回線4つでは導体配列が2段であり、回線6つだと導体配列は3段である。

## 種類の異なる電流のための塔

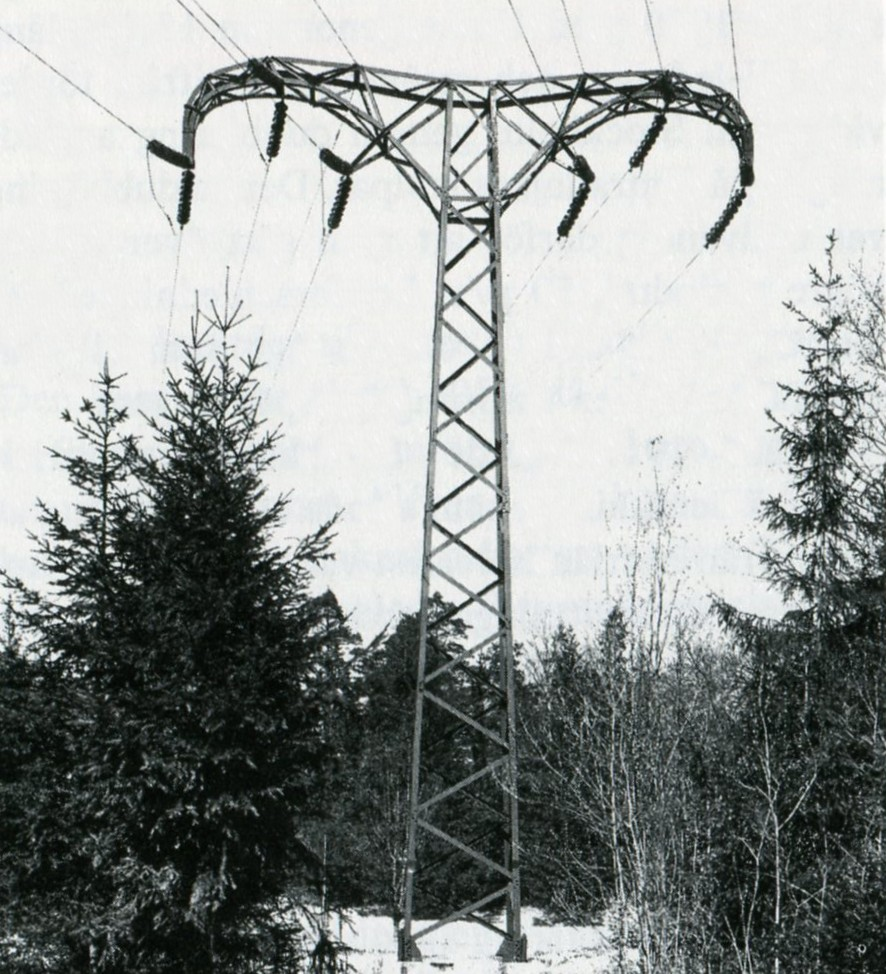
スウェーデンにある塔。1918年頃

周波数と位相数が異なる交流回線もしくは交流回線と直流回線を、同じ塔に実装することは可能である。通常、このような電線路の全ての回線は50 kV以上の電圧を有する。 しかし、低電圧用にも一部この形式の電線路がある。たとえば、電気鉄道の電力回線と一般的な三相交流グリッド（配電網）の両方で使用されている塔がある。
非常に短い2区間ラインでは、直流と交流の電源回線の両方を支える。ヴォルガ水力発電所のヴォルゴグラード＝ドンバスHVDC(HVDC Volgograd-Donbass)送電の終着点付近にそうした1組の塔がある。他にはステンクレンの南にある2つの塔で、コンティ＝スカン(Konti-Skan)HVDC送電の1回線と、Stenkullen-Holmbakullen3相交流線の1回線を運んでいる。
交流回線と直流電極線を支えている塔は、アドルフ静止インバータ施設とブルックストン (ミネソタ州)の間の電力線区間に存在し、その塔はスクエア・ビュート(Square Butte)HVDC送電の電極線を運んでいる。
コール・クリーク・ステーション(Coal Creek Station)の変換所にあるCUHVDC送電の電極線では、短い区間で支えとして2本の直流電線路の塔を使っている。
シルマー変換局(Sylmar Converter Station)からウィル・ロジャース・ステート・ビーチ近くの太平洋にある接地極までの、パシフィックDCインタータイ(Pacific DC Intertie)の電極線の架空箇所は直流用の塔にも実装されている。それはシルマー東変換局からカリフォルニア南部エディソン・マリブ変電所まで通っており、そこで架空線区間が終了する。
ドイツ、オーストリア、スイスでは、より有効に活用するため一部の送電塔が公共の直流グリッド（配電網）回線と電気鉄道用の電力の両方を運んでいる。

## 塔のデザイン
鉄塔のデザインを検討する上で最も考慮しなければならないのは風過重であり、鉄塔の規模が大きくなるにつれて鉄塔自身が受ける風荷重は大きくなる。

### 姿形

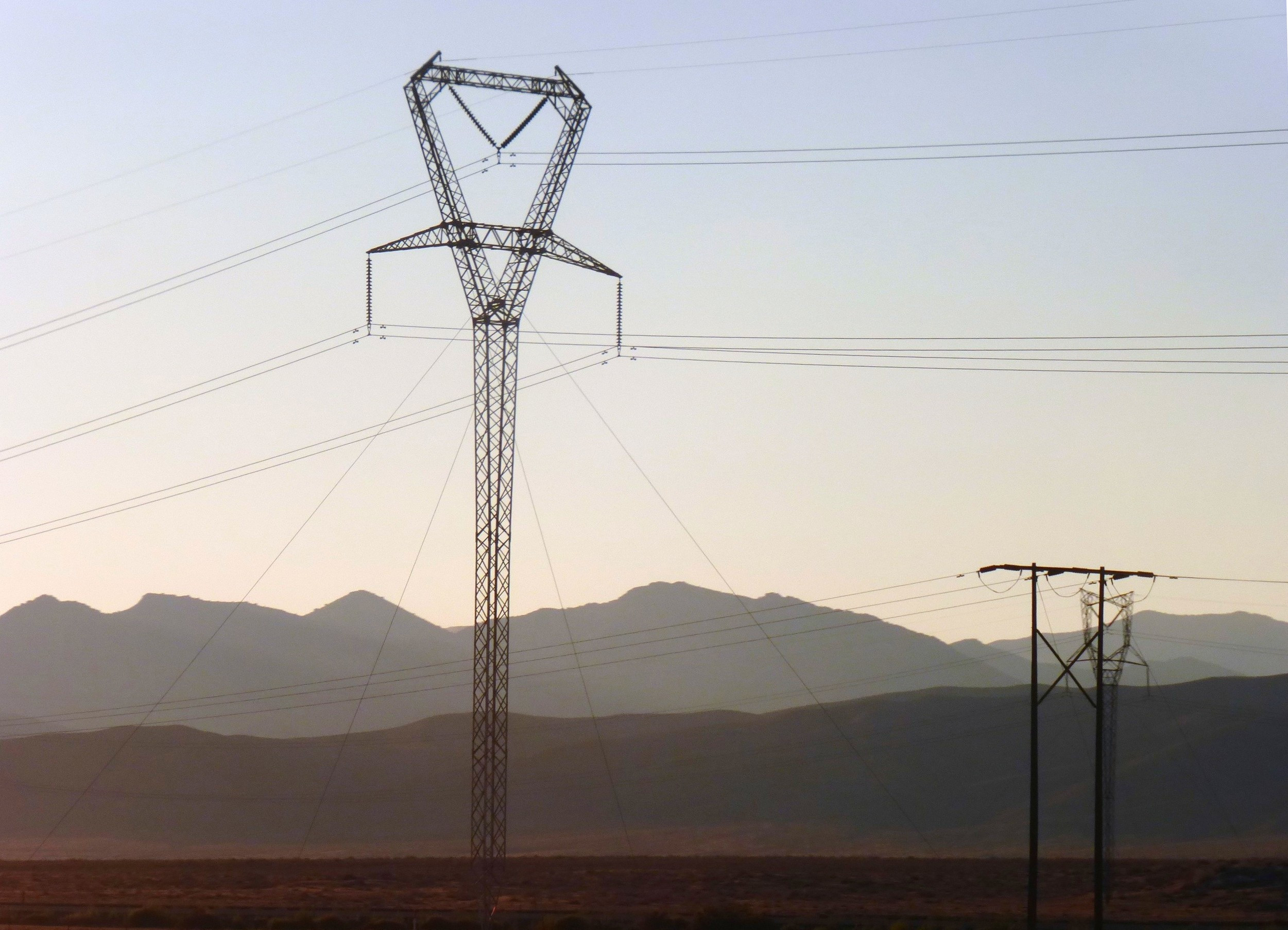
ネバダ州にあるガイド「デルタ」送電塔（"V"と "Y"の組み合わせ）

送電塔の姿形は国ごとに異なるのが一般的である。その形状は電圧や回線によっても様々である。三相3線式においては3本を1組として2組の線を同一経路に並行して敷設するが、このような形態を2回線と称す。

#### 1回線
烏帽子型塔（英:Delta pylons）は、その安定性から単一回線のための最も一般的なデザインである。頂上部に水平の腕金があるV字型の本体で、これが逆三角形を形成している。より大きな烏帽子型塔では通常2本のガードケーブルを使用する。
門型塔（英:Portal pylons）はアイルランド、スカンジナビア、カナダで広く使用されている。 2本の塔柱が並び立って1本の腕金でH字型をなす。110 kVまでは木製もしばしばあるが、より高電圧の電線路では鉄塔を使用している。
より小さな単一回線の塔は、片側とまた別側とで2本の小さな腕金を持っていることもある。

#### 2回線
水平部1つの塔では各側に3本のケーブルを支える1本の腕金しかない。それらは時にケーブル保護のための追加の腕金を持っている。サイズが小さいため、それらは空港近辺でよく使用されている。 

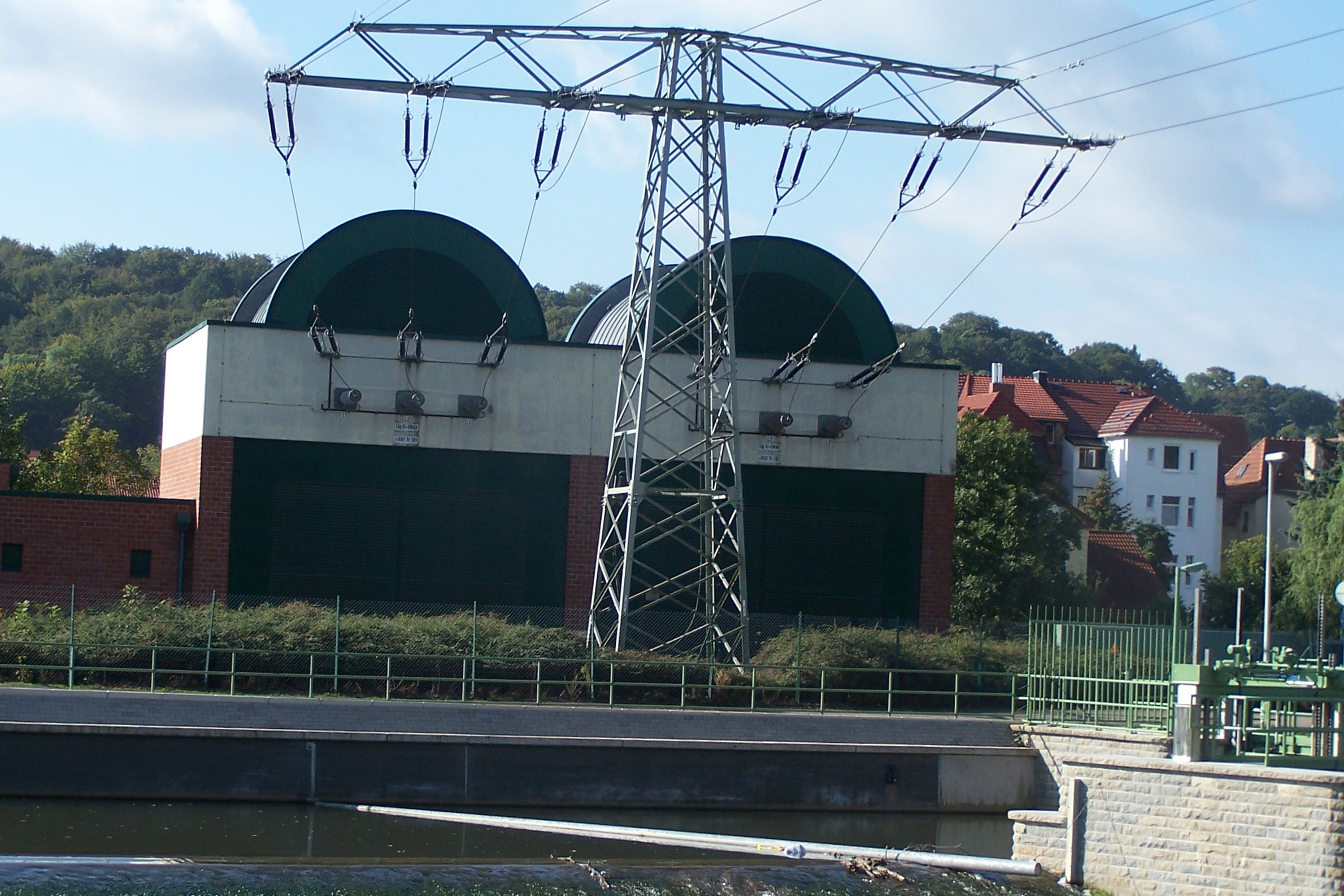
典型的な110 kV T型塔、旧東ドイツより

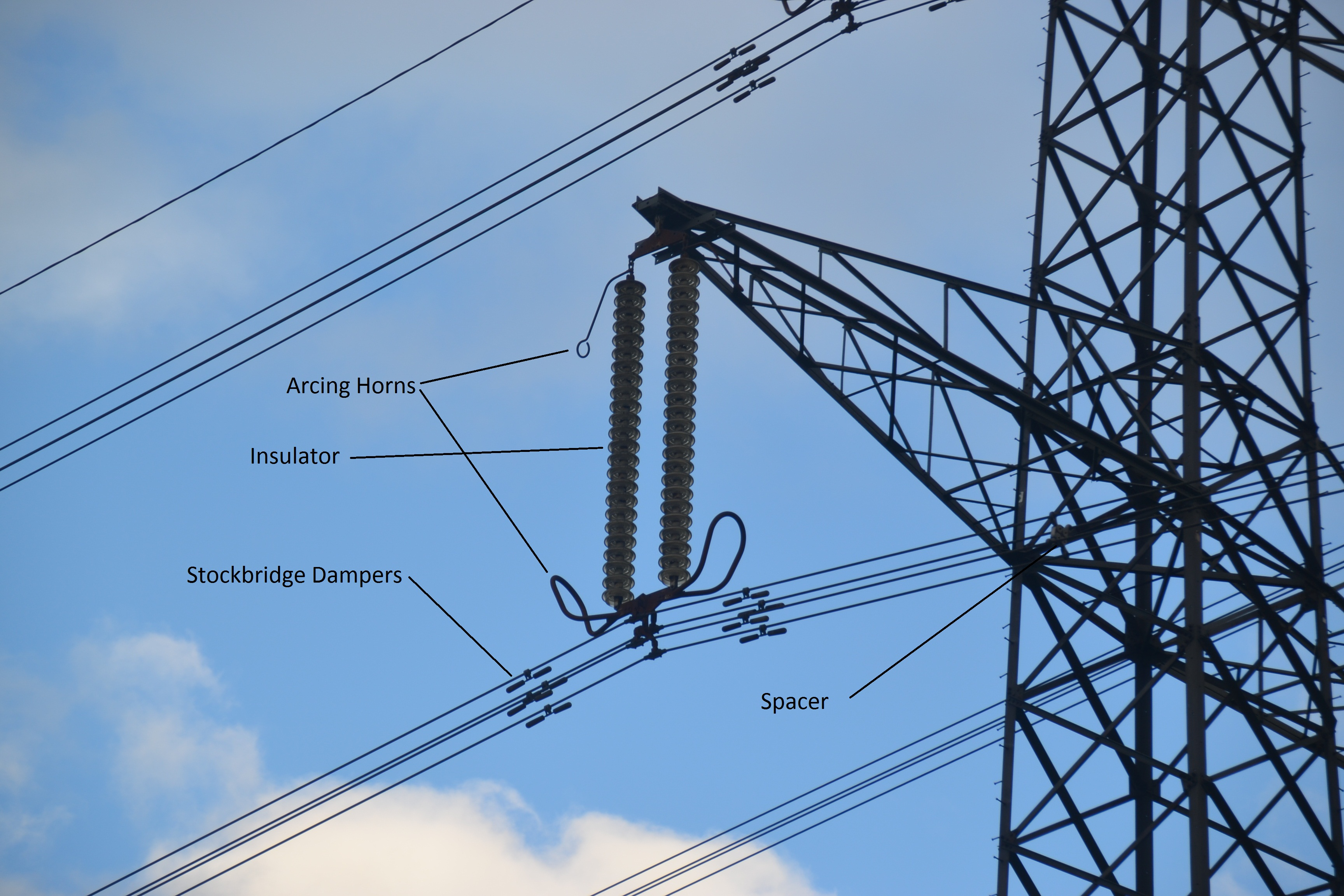
様々な部位名称が掲載された、塔に取り付けられたワイヤの拡大図

ドナウ型塔（英:Danube pylons、独:Donaumasten）は1927年にドナウ川の隣に建設された電線路からその名がついた。ドイツやポーランドなど中央ヨーロッパ諸国では、これが最も一般的なデザインである。それらは2本の腕金を持ち、上部の腕はケーブル1本を支え、下部の腕は各側に2本のケーブルを支える。時にそれらはケーブル保護のための追加の腕金を持っている。
量産塔は最も一般的なデザインで、それらには3つの水平レベルがあり、各側で塔に非常に近い1本のケーブルを備えている。イギリスでは2番目の水平レベルが他のよりも広い（最初のサンプル写真を参照）が、アメリカではすべての腕金が同じ幅である。

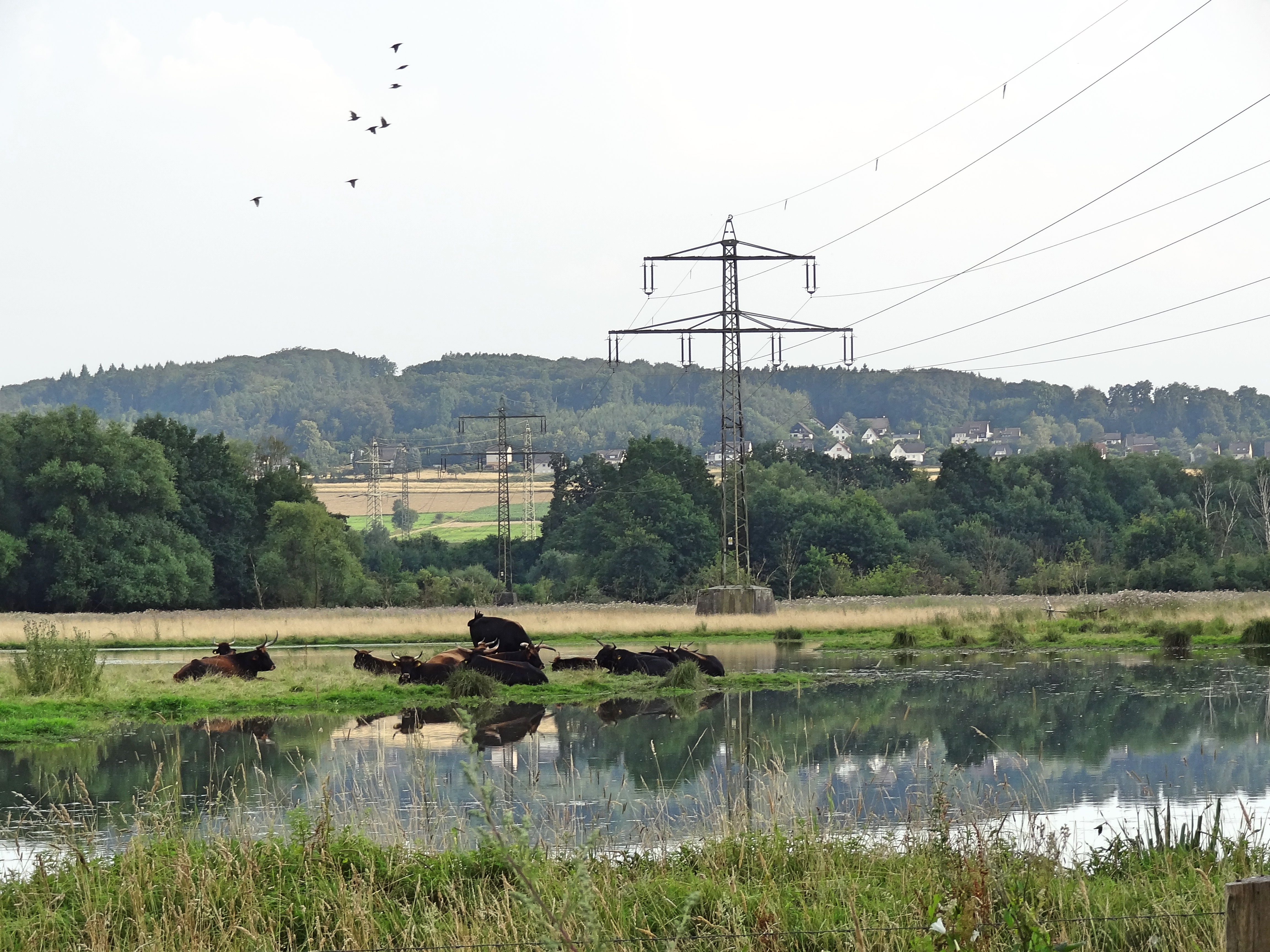
110 kV用のドナウ型塔。ドイツ、1930年代に建造

#### 4回線
4回線または6回線のためのクリスマスツリー型塔（英:Christmas-tree-shaped towers）はドイツで一般的であり、3本の腕金を持っている。それぞれの最も高い腕に1本のケーブル、2番目にはケーブル2本、3番目には各側にケーブル3本を有する。3番目の腕のケーブルは通常、低電圧用の回線を運んでいる。

### 支持構造物
送電塔は自立しており、導体の荷重や、導体のアンバランスや、風および氷に起因する全方向の全ての力に耐えるようになっている。 そのような塔は大抵ほぼ正方形の基礎が据えられていて、地面と4ヵ所の接触点を有する。
半柔軟塔(semi-flexible tower) は、仮に相導体がちぎれて構造に不均衡な荷重がかかってしまう場合、隣接する構造体に機械的負荷を伝達するために架空地線を使用できるよう設計されたものである。このタイプは超高電圧の送電にて有用であり、その場所では相導体が束ねられて（各相ごとに2本以上のワイヤ）いる。 壊滅的な衝突や嵐でもない限り、それら全てが一度に壊れることはまず起こらない。
ガイドマストは設置面積が非常に小さく、構造および導体からの不安定な引張荷重を、ピンと（斜めに）張ったガイワイヤーによって支える。ガイド塔はV字型にすることが可能で、重量とコストの節約になる。

### 材質
送電塔として最も使用される頻度が多い材質は鉄である。

#### 鋼管

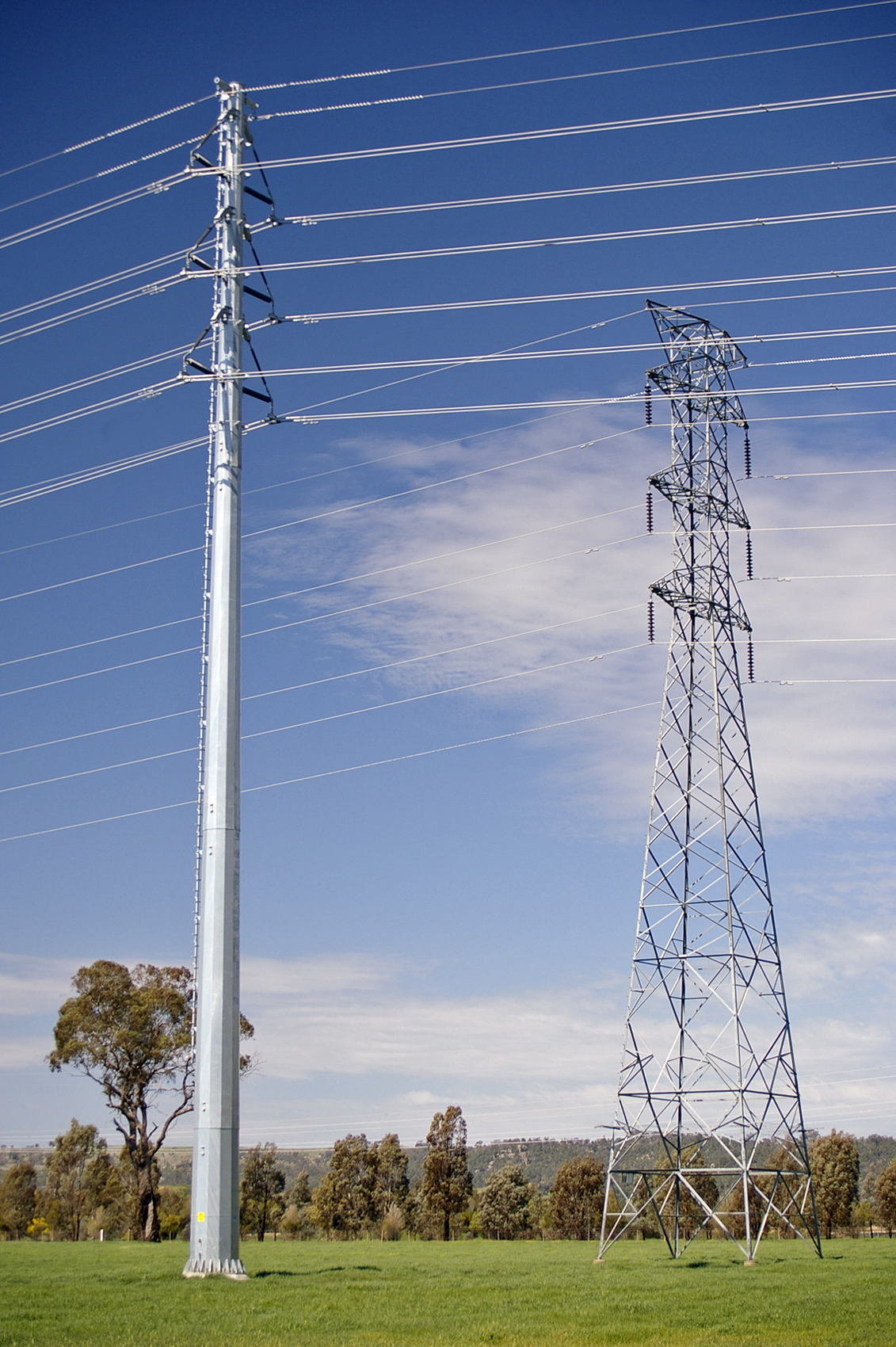
古いトラス構造塔の横にある鋼管塔。オーストラリア、ウォガウォガ近郊

鋼管柱は一般に工場で組み立てられ、その後正規の場所に据え置かれる。ドイツでは、鋼管塔が主に中電圧線用、さらに高圧送電線用や110 kVまでの電圧で運用する2つの電気回線用としても建てられている。鋼管塔はまた、フランスでは380 kV電線路、米国では500 kV電線路でよく使われている。

#### トラス
詳細はトラス構造塔を参照
トラス構造塔は、鋼鉄またはアルミニウム製部材で作られた骨組みの構造体である。トラス構造塔はあらゆる電圧の電力線で使用され、高圧送電線にとって最も一般的な形式である。トラス構造塔は一般に亜鉛めっき鋼でできている。ヘリコプターで構造物を設置する山岳地帯などは、軽量化のためアルミニウムが使用される。アルミニウムはまた、鋼鉄が腐食してしまう環境でも使用される。アルミ塔という素材の追加コストは、より低い設置コストによって相殺される。アルミ製トラス構造塔のデザインは鋼鉄のものと似ているが、アルミのより低いヤング率を考慮に入れる必要がある。
トラス構造塔は通常、その建設予定地にて組み立てられる。これが、100 mに満たない非常に高い塔（エルベ横断塔1 & 2のように特別な場合にはもっと高い）の造成を可能にする。トラス構造塔の組み立てはクレーンを使って行うことが可能である。トラス構造塔は、一般的には「アングル」と称される山形鋼（L形またはT形鋼）で作られる。

#### 木

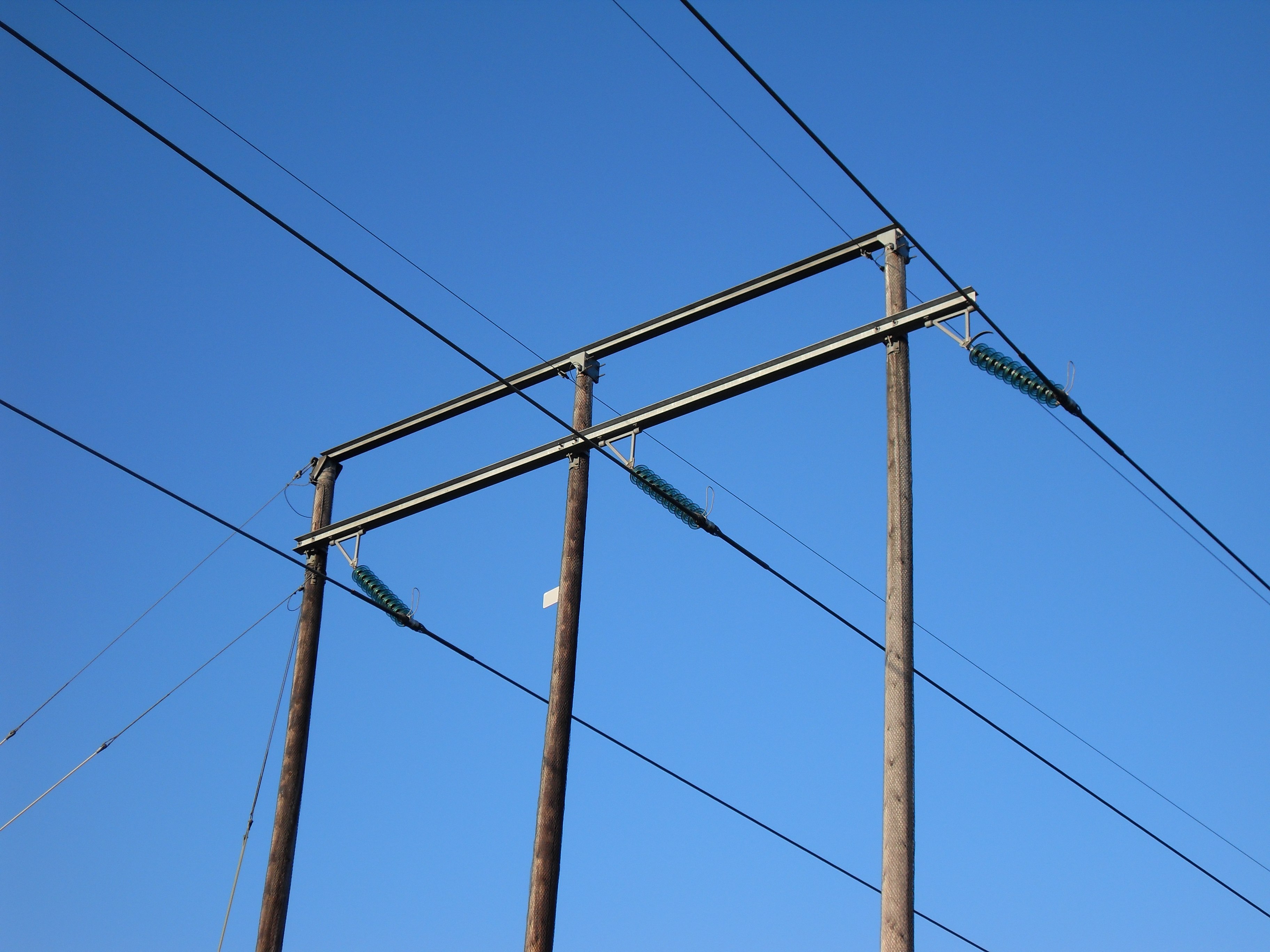
木製柱と金属製クロスバー

木材は高圧送電での使用が制限されている素材である。利用可能な木の高さに制限があり、木製塔の最大高さは約30 mまでに限定される。木がトラス構造で使用されることは稀で、代わりに、木柱を連続させたH型構造やK型構造といった多極構造を建築するのに用いられる。最大約30 kVまでの電圧だけを送電する地域など、木材構造では運ぶ電圧も限定的である。
カナダやアメリカなどの国々では、木製塔が最大345 kVの電圧を運ぶ。鉄骨構造よりも安価で、サージ電圧を絶縁する木材の特性を利用することができる。2012年現在、米国では木製塔の345 kV線がまだ使用されており、その一部はこの技術でまだ建設されている。木材はまた、恒久的な差し替えの送電塔を構築している間の、仮設構造物に使用することができる。

#### コンクリート

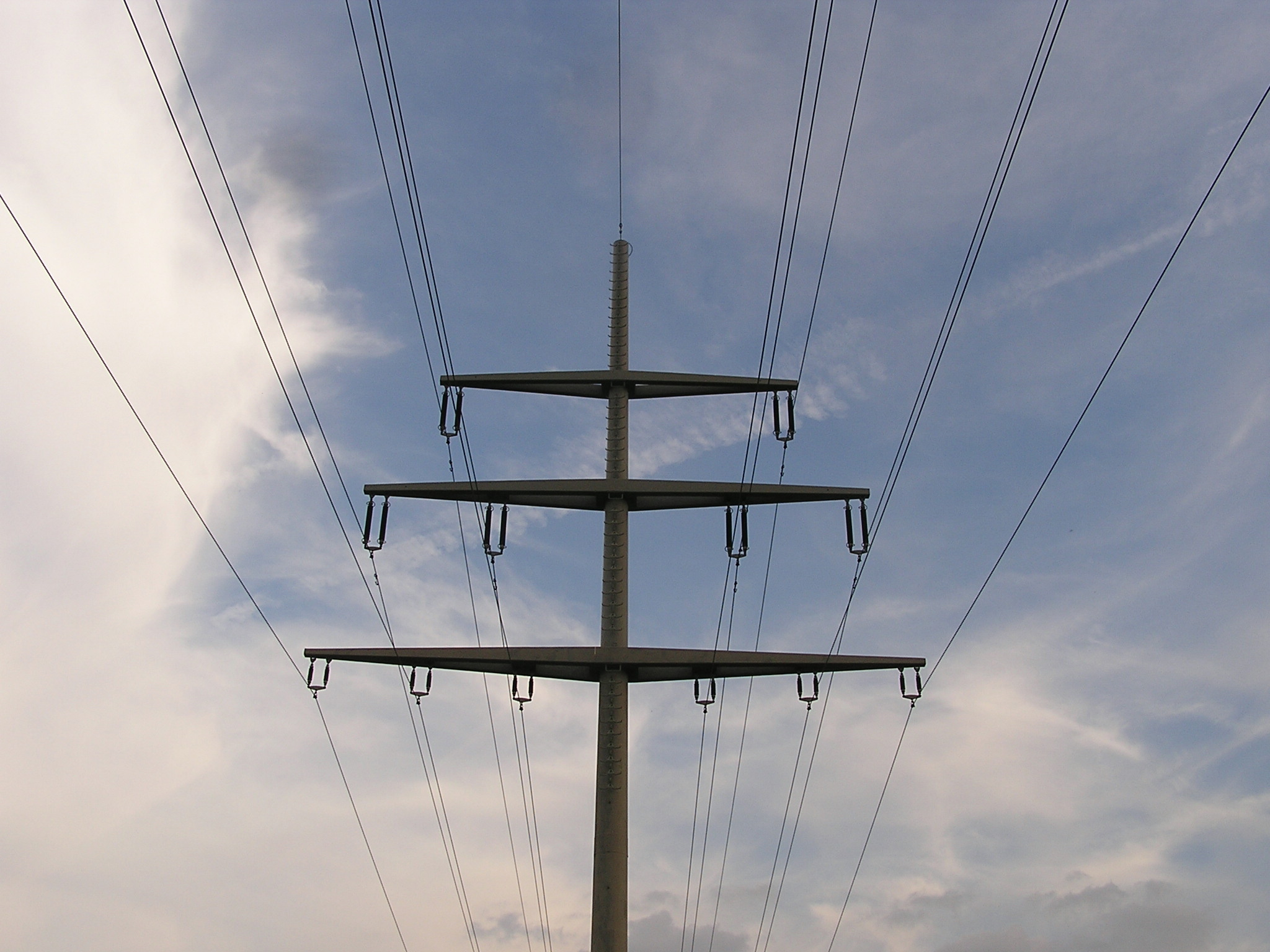
ドイツにある鉄筋コンクリート柱

ドイツでは通常、コンクリート塔は30 kV未満の電圧で運用する線にのみ使用される。例外的なケースで、公共の送電網や鉄道牽引の現行グリッドと同様、110 kV線にコンクリート塔が使用されていることもある。スイスでは、高さ59.5 mのコンクリート塔（リッタウにある世界一高い既製コンクリート塔）が380 kVの架空電線路に使用されている。コンクリート柱はカナダとアメリカ合衆国でも使用されている。
既製ではないコンクリート製の塔は、高さ60 m超の建造物にも使用される。ベルリンの西部ロイター発電所付近にある高さ66 mの送電塔がその一例である。中国では、川を渡る電線路のための塔が幾つかコンクリートで建造された。これらの中で最も高い塔は、南京市の長江横断電力線のもので高さが257 mになる。

### 特別設計
時には（特に最高電圧レベル用のトラス構造塔において）電波送信設備が実装され、アンテナが架空地線の上または下に設置される。通常これらの設備は携帯電話サービスや電力会社の運営無線用だが、場合によっては指向性ラジオ無線のような他のサービス無線用もある。エルベ横断塔1にはハンブルクの水上航行管理局が保有するレーダー施設がある。
広い谷の横断に際しては、嵐の時に導体ケーブルが衝突して引き起こされる回線ショートを避けるため、導体間で大きく距離をとっておく必要がある。これを実現するため、時には各導体に別々の柱や塔が使用される。開けた海岸線で幅広い川や海峡を横断するには、船の航行用に大きな上方空間のゆとりが必要となるため非常に高い塔を建設しなければならない。そうした塔や横断する導体には、航空障害灯および反射鏡を備えておかなければならない。
エルベ横断塔1 & 2は、よく知られている2本の河川横断塔である。後者のエルベ横断塔2はヨーロッパで最も高い高さ227 mの架空線用柱である。スペインでは、カディス湾にある架空線横断用のカディス鉄塔が着目すべき建造物である。主要な横断塔は高さ158 mで、錐台の骨組み構造の上に1本の腕金を有する。架空線の長さでは、世界2位がノルウェーのソグネフィヨルド横断（2本の径間長は4597 m）、世界一長いものがグリーンランドにあるアメレリック径間（同5376 m）である。  
架空線を急峻な深い谷に落とすために、時には傾斜した塔が使用される。米国にあるフーバーダムでは、コロラド州のブラックキャニオンの崖壁を下るために、そうした塔が使われている。スイスには、垂直に対して約20度傾いた塔が、ザンクト・ガレン州のザルガンス近郊にある。傾斜の大きい柱はスイスの2つの380 kV塔で使用されており、そのうち1本の頂点部32 m部分が垂直に対して18度曲がっている。
発電所の煙突には、たまに外へ向かう送電線の導体を引き留めるためのクロスバーが設置されているものもある。排ガスによる腐食問題が起こりうるため、このような構造はごく稀である。
オランダでは2010年から新型の塔が使用される予定である。その塔は、オランダの建築家ZwartsとJansmaによってミニマリスト構造として設計された。物理法則を使用した設計は、磁場を低減できるようにしたものである。また、周囲の風景への視覚的な影響も減らしている。
ハンガリーのÚjhartyán近郊にあるM5高速道路の両側には、ピエロ形をした送電塔が2つ見られる

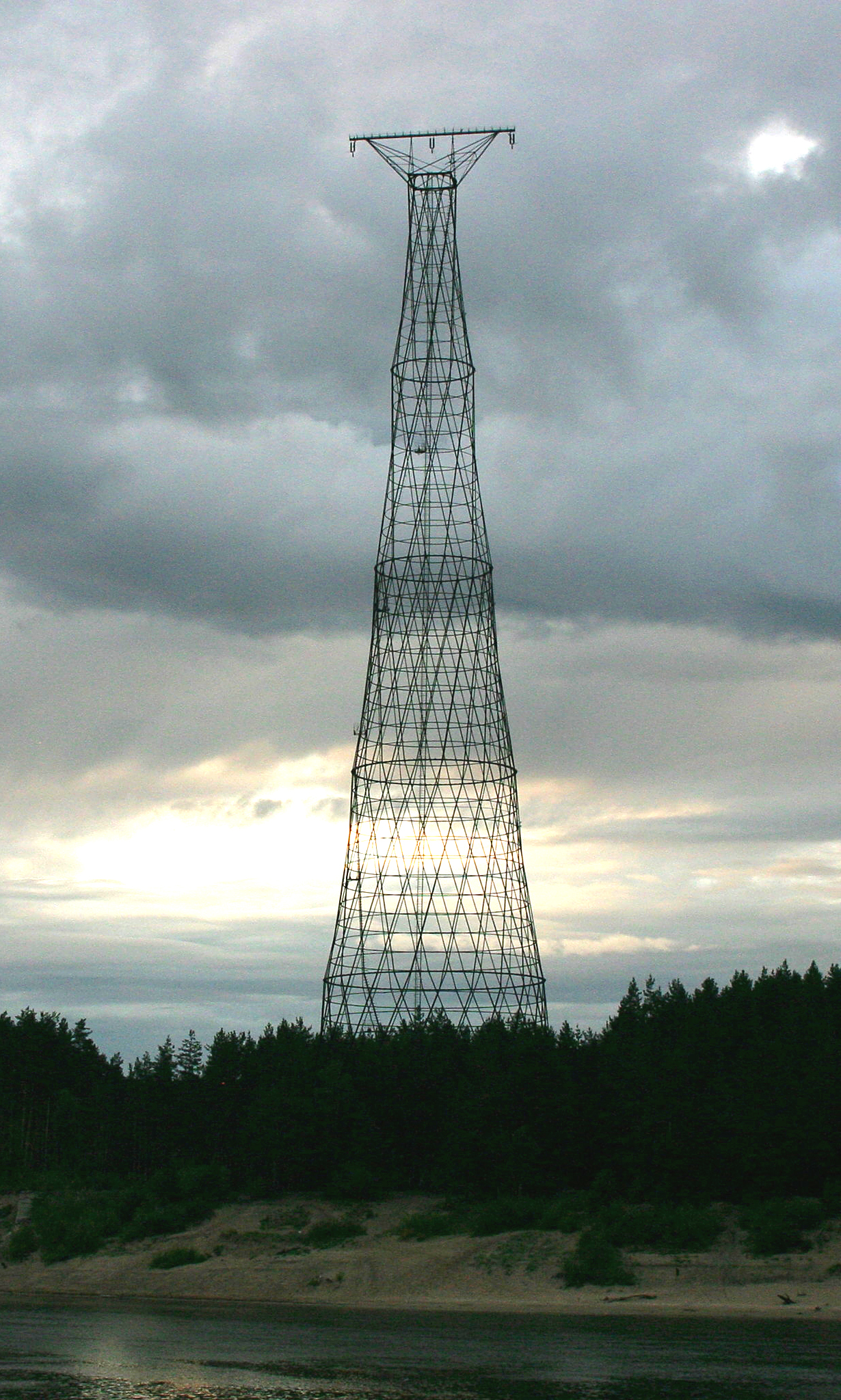
高さ128ｍのオカ川シューホフ送電塔（英語版）、ロシア
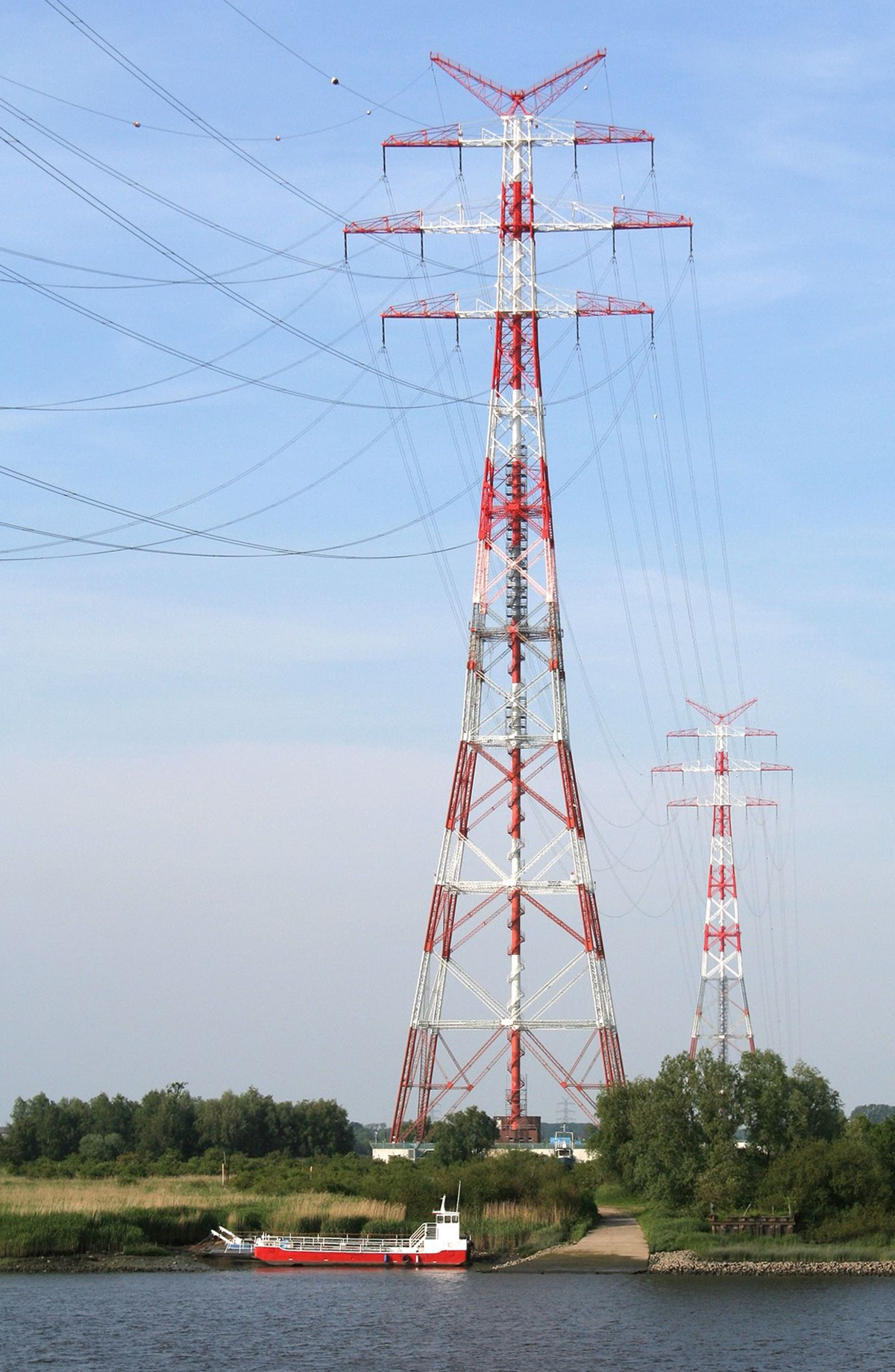
エルベ川横断塔2、ドイツ
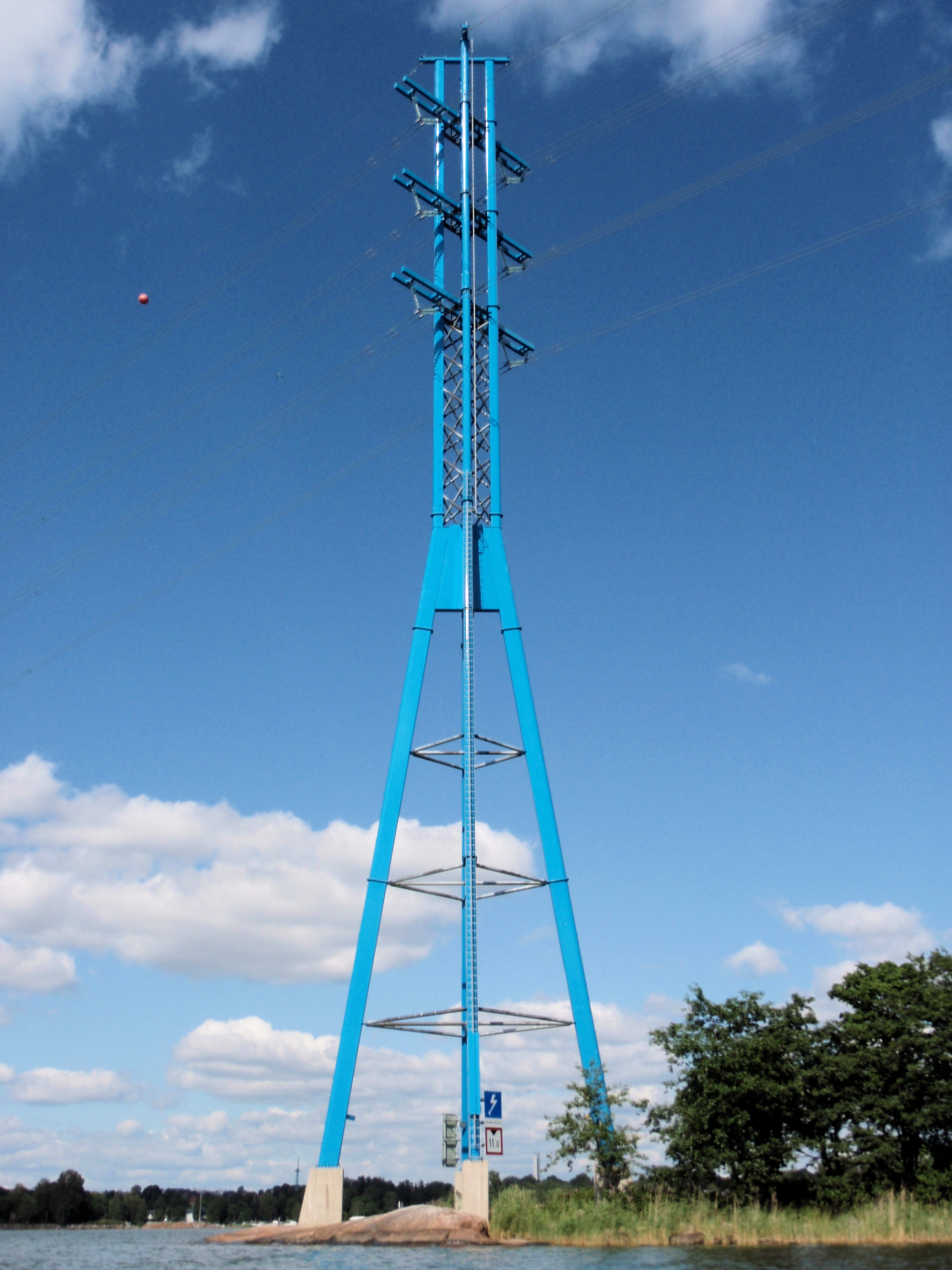
「アンティ(Antti)の階段」と題された、色鮮やかな「デザイナー」塔、フィンランド
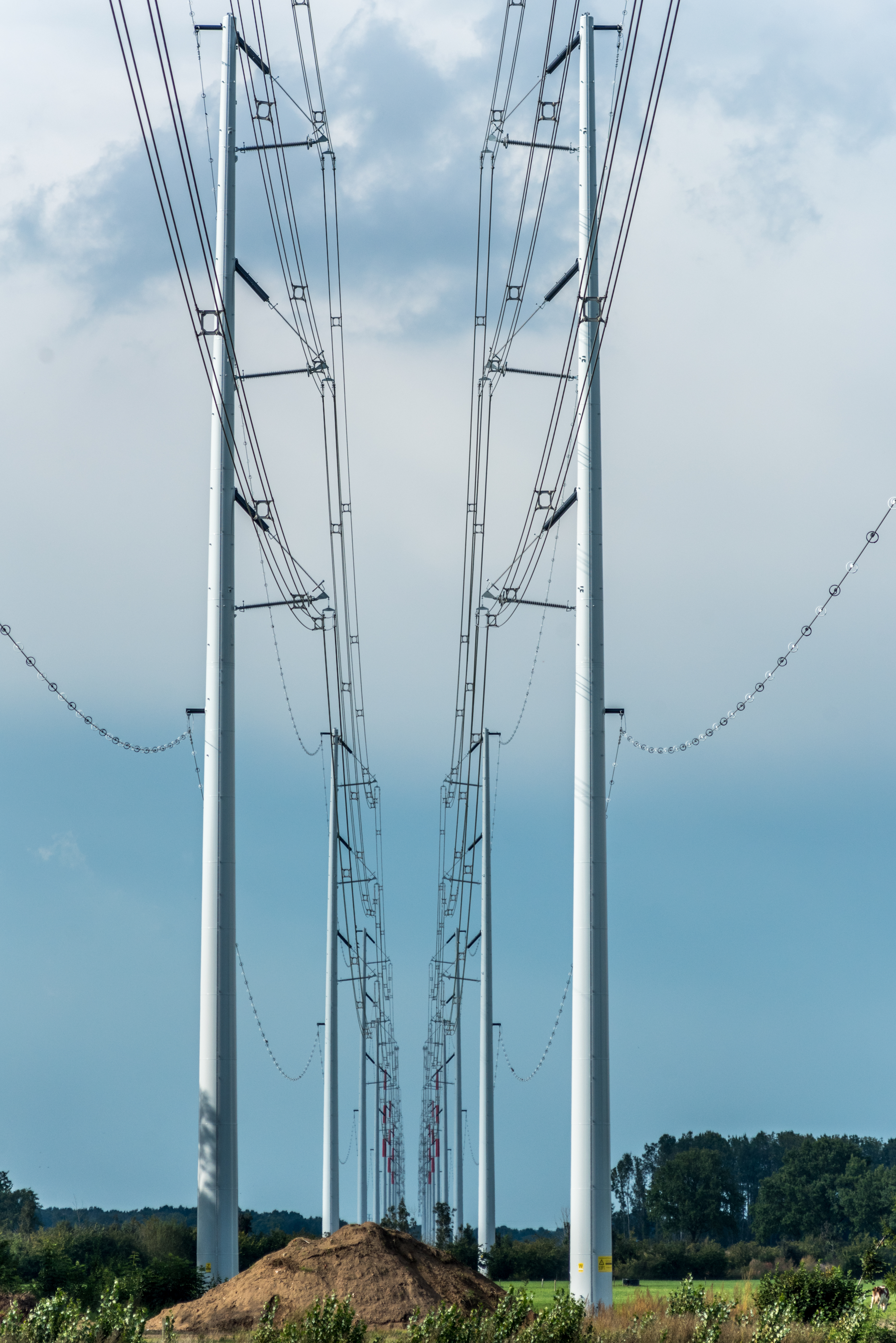
ウィントラック鉄塔[13]、オランダ
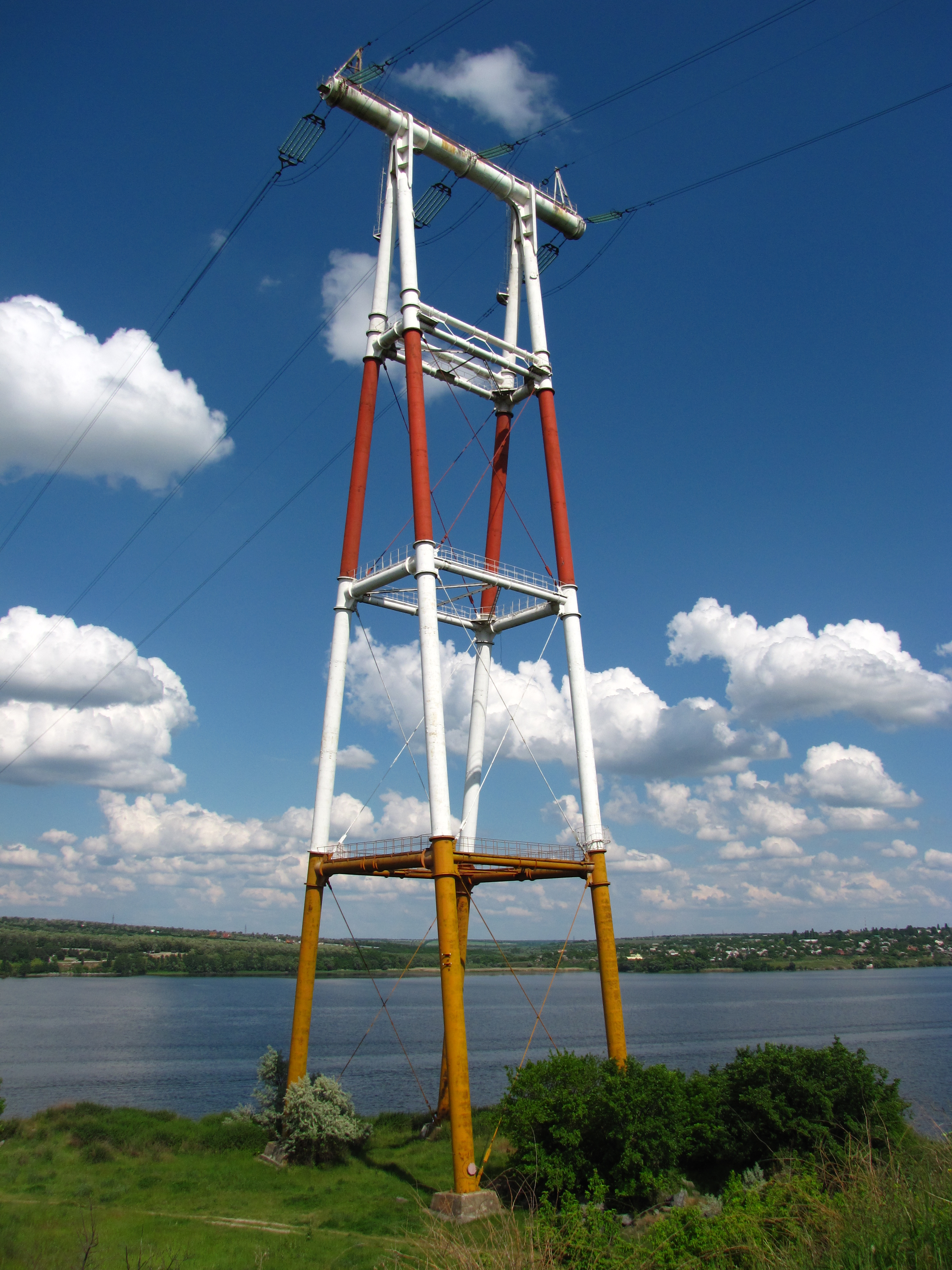
高さ85mドニエプル川スタリ・コダキー送電塔、ウクライナ
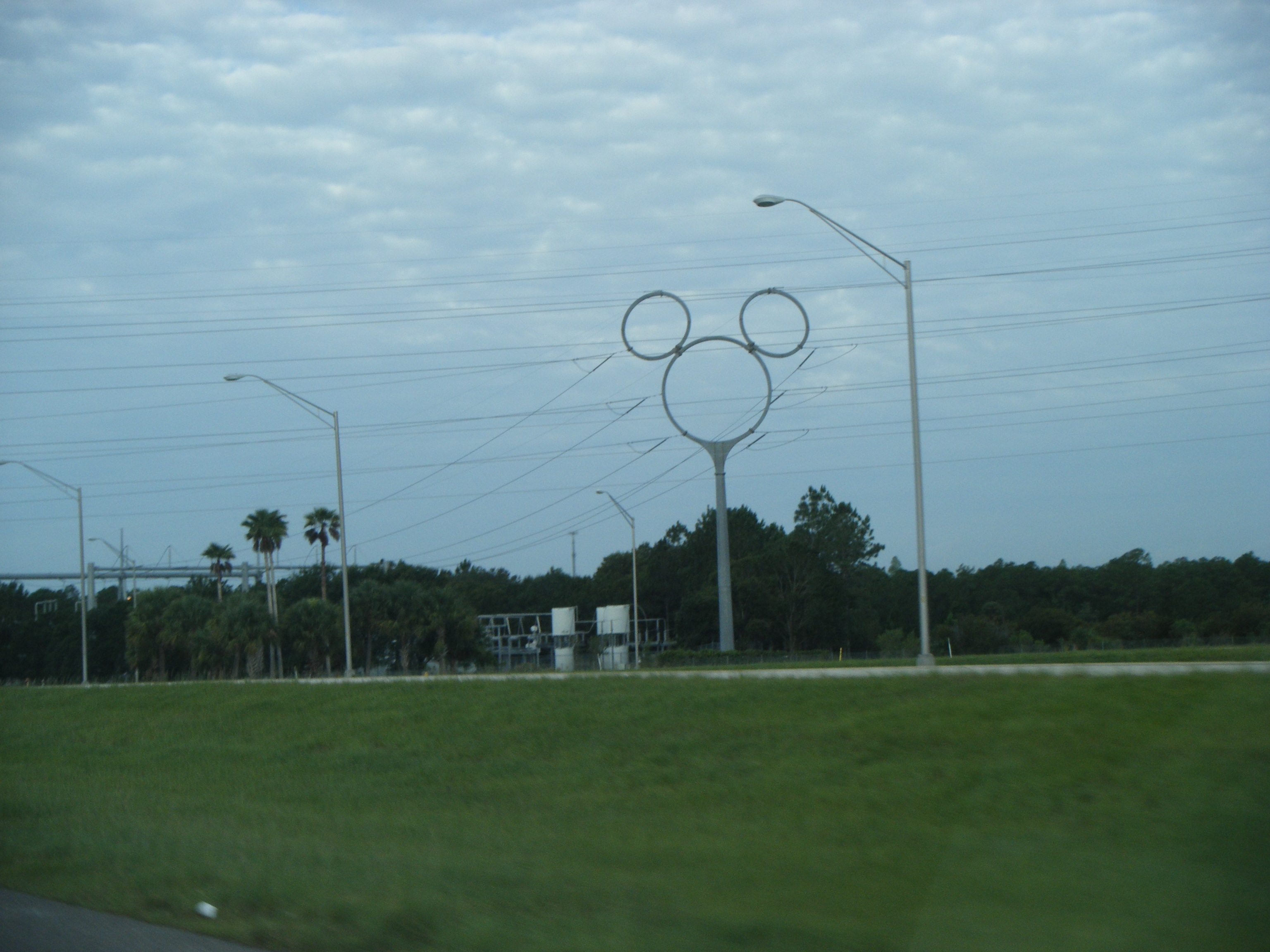
ミッキー鉄塔(Mickey Pylon)、フロリダ

## 組立

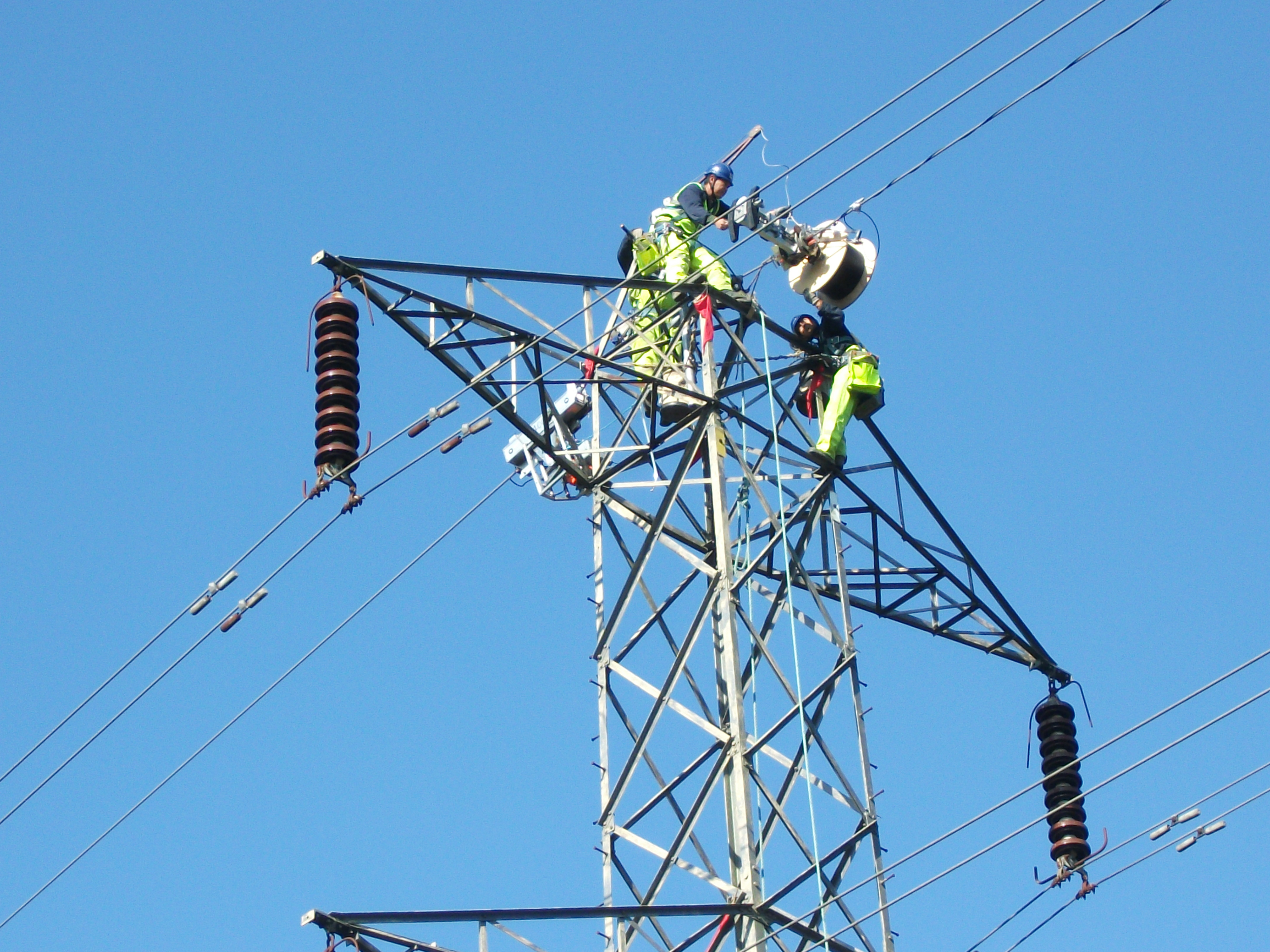
塔頂上の斜張ケーブル付近で、巻いておいた光ファイバケーブルの追加設置に取り組むケーブル組立整備工。添架光ファイバケーブル(OPAC)は走行機械によって巻き取られ、走行機械は進むにつれて支持ケーブルの周りでケーブルドラムを回転させる。これは塔から塔へと自走移動し、そこで取り外されて反対側に渡って巻き上げをする。写真だと、駆動ユニットは回収済みだがケーブルドラムはまだ到着側にある。

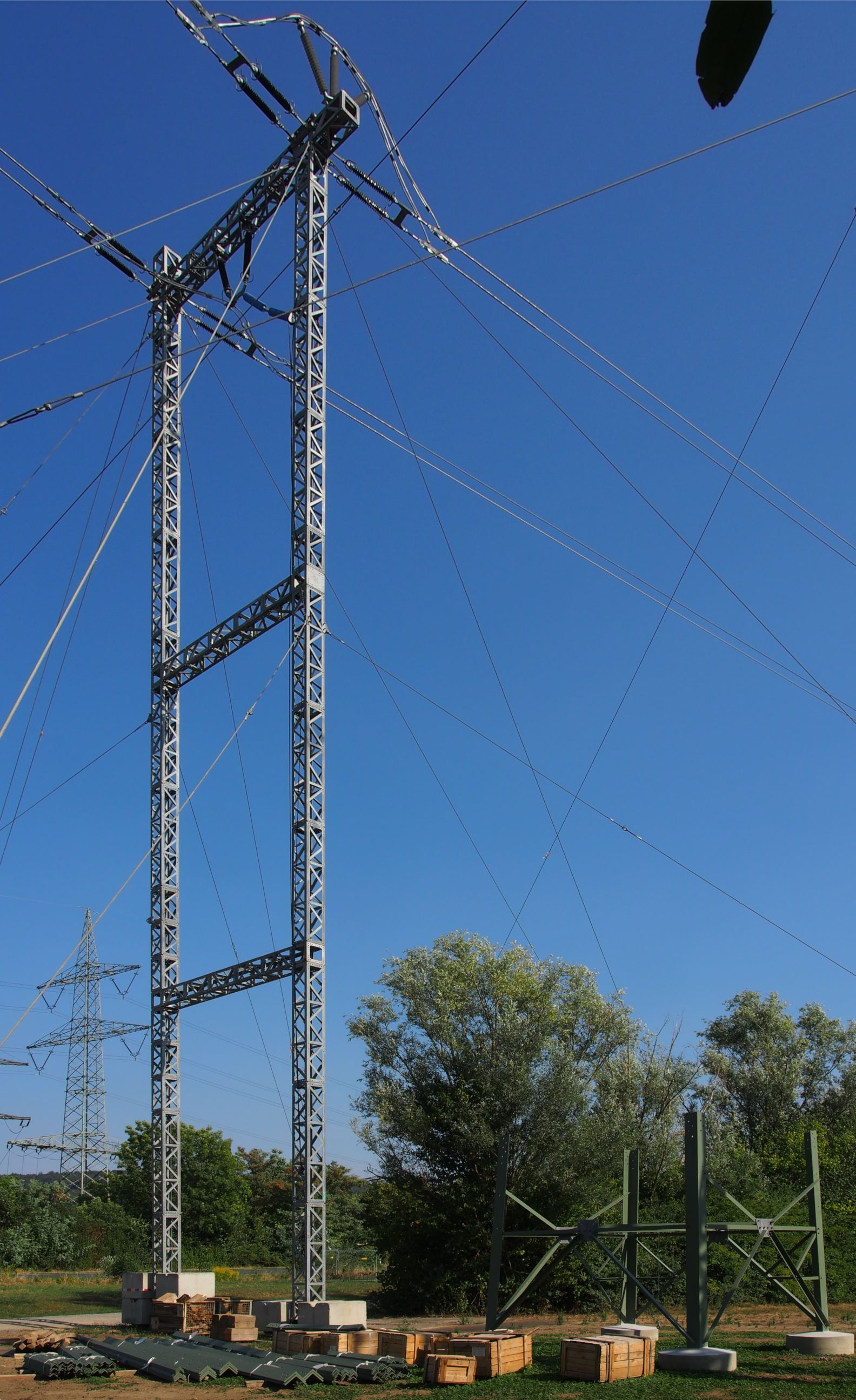
着工された新たな塔の脇にある仮設のガイド塔

送電塔が建設される前に、試作型の塔が鉄塔試験場でテストされる。 それらを組み立てて建設するには、さまざまな方法がある。
- 塔は地面で水平に組み立てられ、プッシュプル（押し引き両用）ケーブルによって起ち上げることが可能である。 広大な組み立て面積が必要になるため、この工法が使われることは稀である。
- 塔は（その最終的な直立位置で）垂直に組み立てが可能である。長江横断送電線（英語版）のような非常に高い塔は、この工法で組み立てられた。
- 自動車が立ち入れる場所では移動式クレーンを導入することが可能である[14]。一方で、自動車が立ち入れない場合はクライミングクレーンを用いて建設される[14]。また、予め建材を組み立てたものをヘリコプターで輸送する方法もある[15]。ボルトやナットの締め付けは人の手によって行われている[14]。

## 標識

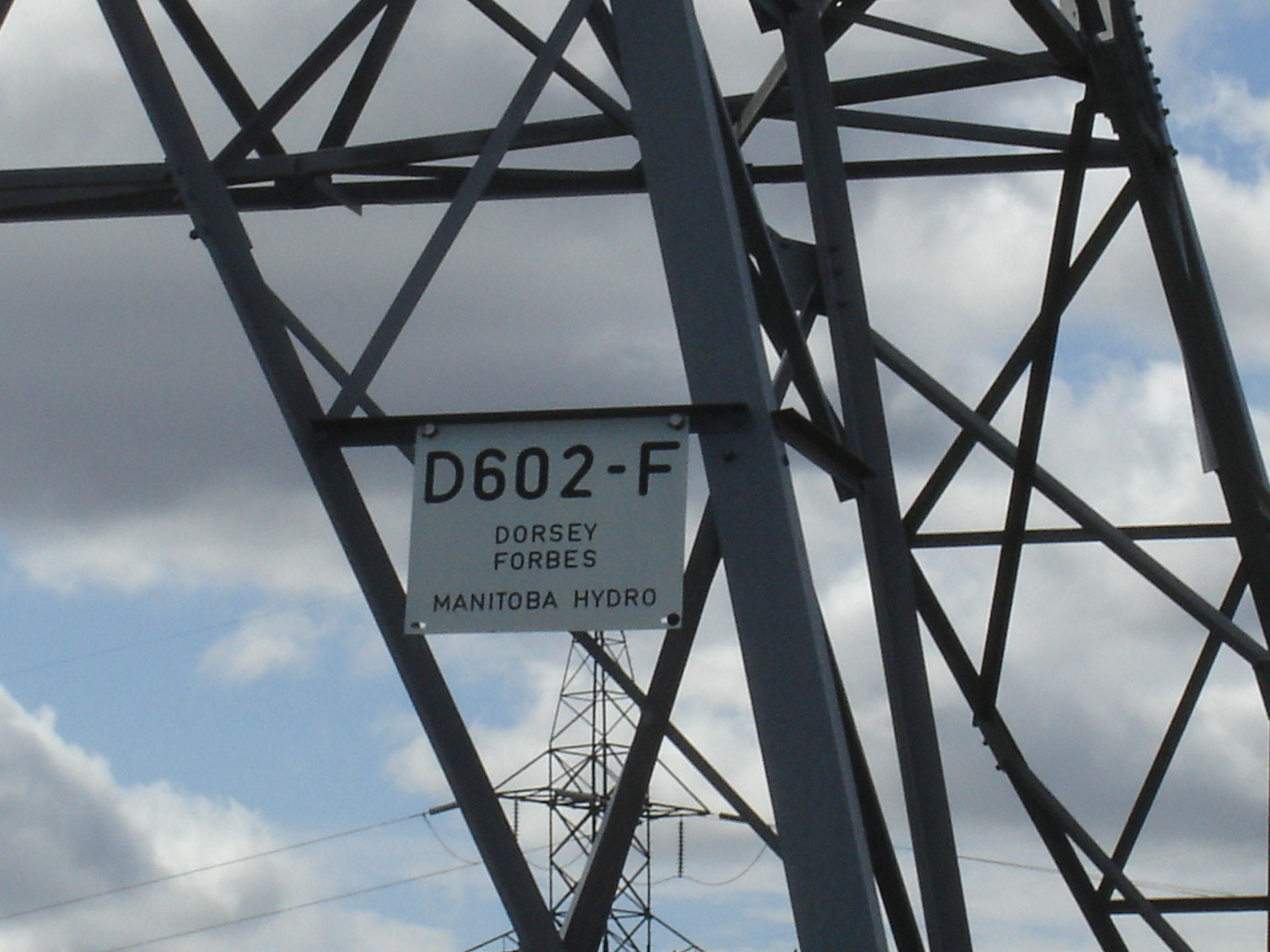
典型的な塔の識別タグ

国際民間航空機関は塔および径間に架けられている導体のための標識に関する勧告を出している。特定の管轄区域ではこれらの勧告は必須事項となる。例えば特定の電線路には間隔をあけて架空線注意の標識（ケーブルピンチ）を配置しておく必要があり、そして警告灯は十分に高さがある塔の全てに設置しなければならない、これは特に空港付近にある送電塔で当てはまる。
しばしば送電塔には、電線路名（ラインの終着点または電力会社の内部指定）および塔番号を記した識別タグがある。 これが塔を所有する電力会社に障害場所の特定を容易にさせている。
放送電波塔や携帯電話アンテナ塔をはじめとする他のトラス構造塔と非常に似ている送電塔には、高電圧の危険性から一般人の立ち入りを禁止する標識が付いている。 しばしばこれは高電圧の警告表示で行われている。それ以外の場合、送電場所への進入地点全体に標識が付けられる。一部の国では、無法な登頂行為を防止する目的で、地上約3 mにて有刺鉄線柵をトラス鉄塔に設置することを求めている。法的要件がない場合であっても、このような障壁は道路やその他の公共アクセスが容易な領域近くの塔でよく見られる。 イギリスでは、そのような塔の全てに有刺鉄線の柵が取り付けられている。   

## 機能

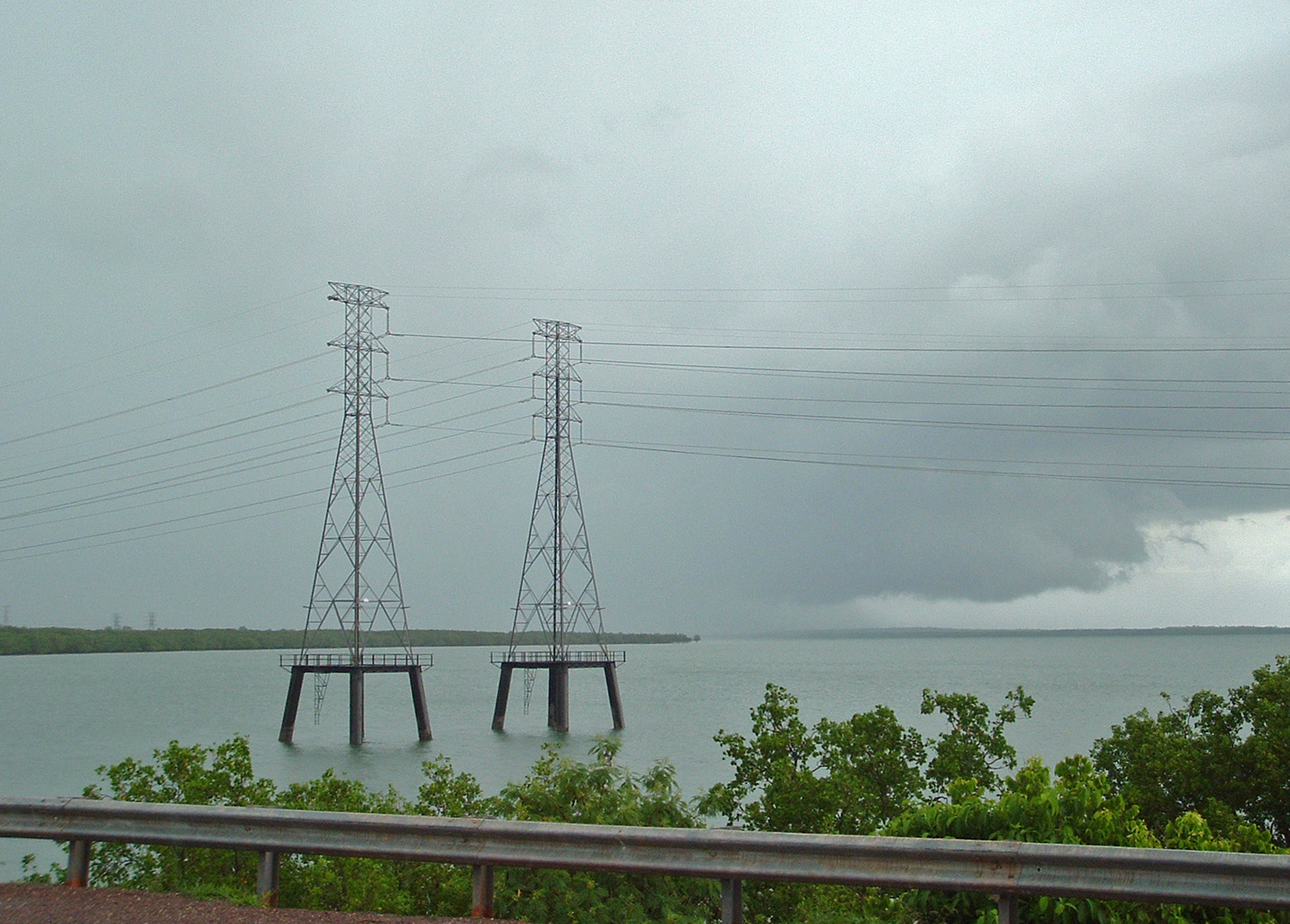
水上設置された三相交流送電塔、オーストラリアのダーウィン (ノーザンテリトリー)

塔の構造は、電線路の導体を支える方法によって分類できる。
懸垂構造は、懸垂がいしを垂直に用いて導体を支えるもの。耐張構造は、導体の総合張力に抵抗し、耐張がいしが水平方向に引っ張られる形で導体が構造と接続されるもの。終端（引留）構造は、導体の全重量およびその中の全張力も支えるもので、これもまた耐張がいしを用いる。これらに直線鉄塔と角度鉄塔の構造が組み合わさっている。導体が直線上にある場合は、直線鉄塔が使用される。角度鉄塔は導体が方向転換しなければならないところで使用される。

### 腕金と導体配列
単相や直流回線も塔で運ばれるが、一般的に三相交流回線ごとに3本の導体が必要とされる。導体は1つの平面に配置することができるほか、いくつかの腕金を使用することにより3つ全ての相のインピーダンスの均衡をとるためほぼ対称的な三角パターンに配置することが可能である。複数回線を運ぶ必要があり、電線路用地の幅から複数の塔を使えない場合は、複数の水平レベルの腕金を使用して、2つまたは3つの回線を同じ塔で運ぶが可能である。多くの回線は同じ電圧であるが、異なる電圧のものも一部にはある。

## 注目すべき送電塔
ここでは、高さで特筆すべき事項がある各国の送電塔を幾つか紹介する。
| 塔の名称                                 | 年        | 国         | 場所                         | 頂点                      | 備考                                       |
| ---------------------------------------- | --------- | ---------- | ---------------------------- | ------------------------- | ------------------------------------------ |
| 舟山島送電線の鉄塔                       | 2009-2010 | 中国       | 舟山市                       | 370 m                     | 世界一高い送電塔                           |
| 長江横断送電線の江陰鉄塔                 | 2003      | 中国       | 江陰市                       | 346.5 m                   | 世界第2位                                  |
| アマゾン川横断のトゥクルイ送電線         | 2013      | ブラジル   | アルメイリン（パラー州）近郊 | 295 m                     | 南米で最も高い送電塔                       |
| 長江横断送電線の南京塔                   | 1992      | 中国       | 南京市                       | 257 m                     | 世界一高い鉄筋コンクリートの送電塔         |
| メッシーナの塔                           | 1957      | イタリア   | メッシーナ                   | 232 m (基礎を除くと224 m) | かつて欧州一だったが、現在は使われていない |
| 長江横断HVDC線の蕪湖塔                   | 2003      | 中国       | 蕪湖市                       | 229 m                     | HVDC（直流高電圧）用で最も高い送電塔       |
| エルベ横断塔2                            | 1976-1978 | ドイツ     | シュターデ                   | 227 m                     | 欧州一高い、稼働中の送電塔                 |
| 中四幹線                                 | 1962      | 日本       | 竹原市                       | 226 m                     | 日本一高い送電塔                           |
| クリンチ塔                               | 1999      | マレーシア | バンサーサウス               | 210 m                     | 水路横断ではない送電線で、世界一高い耐張塔 |
| ヴォルガ川横断500kV線の東塔              | 1983-1984 | ロシア     | バラコボ                     | 197 m                     | ロシアおよび旧ソ連で最も高い送電塔         |
| セントローレンス川横断電力線トレーシー塔 | ？        | カナダ     | トレーシー                   | 174.6 m                   | カナダで最も高い送電塔                     |
| レッケルケルク横断線1                    | 1993      | オランダ   | レッケルケルク               | 163 m                     | オランダで最も高い送電塔                   |

### 訳注
1. ↑  送電線の各電力線のインピーダンスを平衡させるため電力線の物理的位置を相互に変更させるための鉄塔。
2. ↑  ヨーロッパや北米の場合。
3. ↑  その他ガラス強化プラスチックを成型・積層したいわゆる「ポリマー碍子」もある。最適な電界分布を得るため層間にはしばしな導電体が挟まれる。
4. ↑  送電線の対地誘起電圧を最小限に抑えるため同一の電源による2回線送電が日本ではほとんどである。
5. ↑  ヨーロッパの場合。
6. ↑  ヨーロッパの場合。日本では誘導障害対策の観点と所轄官庁の違いから電気鉄道用の電力線は並列しない。
7. ↑  片側だけだと塔は曲げモーメントに耐えなければならない。
8. ↑  ヨーロッパの場合。日本の交流電化では誘導障害対策のため電車線に近接して饋電線を張るため別途送電塔は立てないのが通例である。そのため各変電所間は通常の三相交流として結ぶか電力会社より受電する。
9. ↑  ヨーロッパの場合。日本の場合は落雷が多く、また落雷による逆サージなど電線路の故障をそれぞれ考慮しなければならないため超高電圧の回線とそうでない回線の併架はむしろ避けられる。
10. ↑  日本ではコロナ放電損を小さくするため相導体を間隔をあけ、分けて束ねる。
11. ↑  耐候性の観点からしばしば溶融亜鉛めっきにされる。
12. ↑  日本での場合、最低でも風速40 m/s以上の風に耐える構造を要することからアルミ製送電塔の設置は考えにくい。
13. ↑  かつて日本においても木柱による送電は珍しくなかったが、腐食の進行からコンクリート柱もしくは鉄トラスへの更新例が多い。
14. ↑  もちろん日本でも22または33 kVの回線において多用されている。
15. ↑  日本では航空障害灯のみで反射鏡の設置は認められていない。
16. ↑  日本においても同じ。鉄塔のみならず鋼管・コンクリート柱にも設置される。